# Live at Birdland (Brad Mehldau-album)
Live at Birdland från 2011 är ett livealbum med kvartetten Lee Konitz, Brad Mehldau, Charlie Haden och Paul Motian. Det spelades in vid en konsert på jazzklubben Birdland i New York 2009.

## Låtlista
1. Lover Man (Jimmy Davis/Roger Ramirez/James Sherman) – 12:05
2. Lullaby of Birdland (George Shearing) – 10:16
3. Solar (Miles Davis) – 11:39
4. I Fall in Love Too Easily (Jule Styne/Sammy Cahn) – 10:17
5. You Stepped Out of a Dream (Herb Brown/Gus Kahn) – 11:49
6. Oleo (Sonny Rollins) – 15:19

## Medverkande
- Lee Konitz – altsax
- Brad Mehldau – piano
- Charlie Haden – bas
- Paul Motian – trummor

## Mottagande
Skivan fick ett gott mottagande när den kom ut med ett snitt på 4,1/5 baserat på fem recensioner.

## Listplaceringar
| Lista (2011–13) | Topplacering |
| --------------- | ------------ |
| Frankrike       | 121          |